# أنورودا راثنايكي
أنورودا راثنايكي (مواليد 17 أغسطس 1975) هو ملاكم سريلانكي، مثّل بلاده في الألعاب الأولمبية الصيفية 2008.

## روابط خارجية
أنورودا راثنايكي على موقع أوليمبيديا (الإنجليزية)
- أنورودا راثنايكي على موقع اتحاد ألعاب الكومنولث (مؤرشف) (الإنجليزية)